# Eduardo Val
Eduardo Val (La Corunya, 1906 - Argentina, 1992) fou un sindicalista i revolucionari anarquista gallec. President del Sindicat d'Hosteleria de la CNT, va ser secretari del Comitè Regional de Defensa de la CNT durant la guerra civil espanyola. A les seves ordres va estar Cipriano Mera, amb qui va aconseguir detenir la rebel·lió militar a Conca. Es va esforçar a transformar les primitives Milícies Confederals en 5 divisions militars disciplinades. Va participar en la sublevació de Jaca en 1930.
El General Miaja confiava en ell, sent un dels seus consellers en la defensa de Madrid, i sent un dels millor informats del que succeïa en els fronts del Centre i el Sud. El 5 de març de 1939 es va constituir el Consell Nacional de Defensa, per a separar Juan Negrín i als comunistes del poder, i negociar amb Francisco Franco el final de la guerra. Després de la derrota s'exilia primer a Anglaterra, es trasllada posteriorment a França, on és capturat pels nazis i inicia un tortuós periple per diversos camps de concentració, aconsegueix fugir, incorporant-se en la 9° Companyia de Leclerc, la primera que va entrar a París.
Mai va tornar a Espanya, va marxar a l'Argentina, on va continuar la seva activitat política, sent representant del gremi de forners. Va ser processat i condemnat a cadena perpètua. Alliberat posteriorment, va seguir la seva activitat en el gremi de navals. Amb la seva mort en 1992 va desaparèixer l'últim supervivent del Consell Nacional de Defensa, del qual formava part com a responsable de Comunicacions i Obres Públiques.